# Travemünder Allee

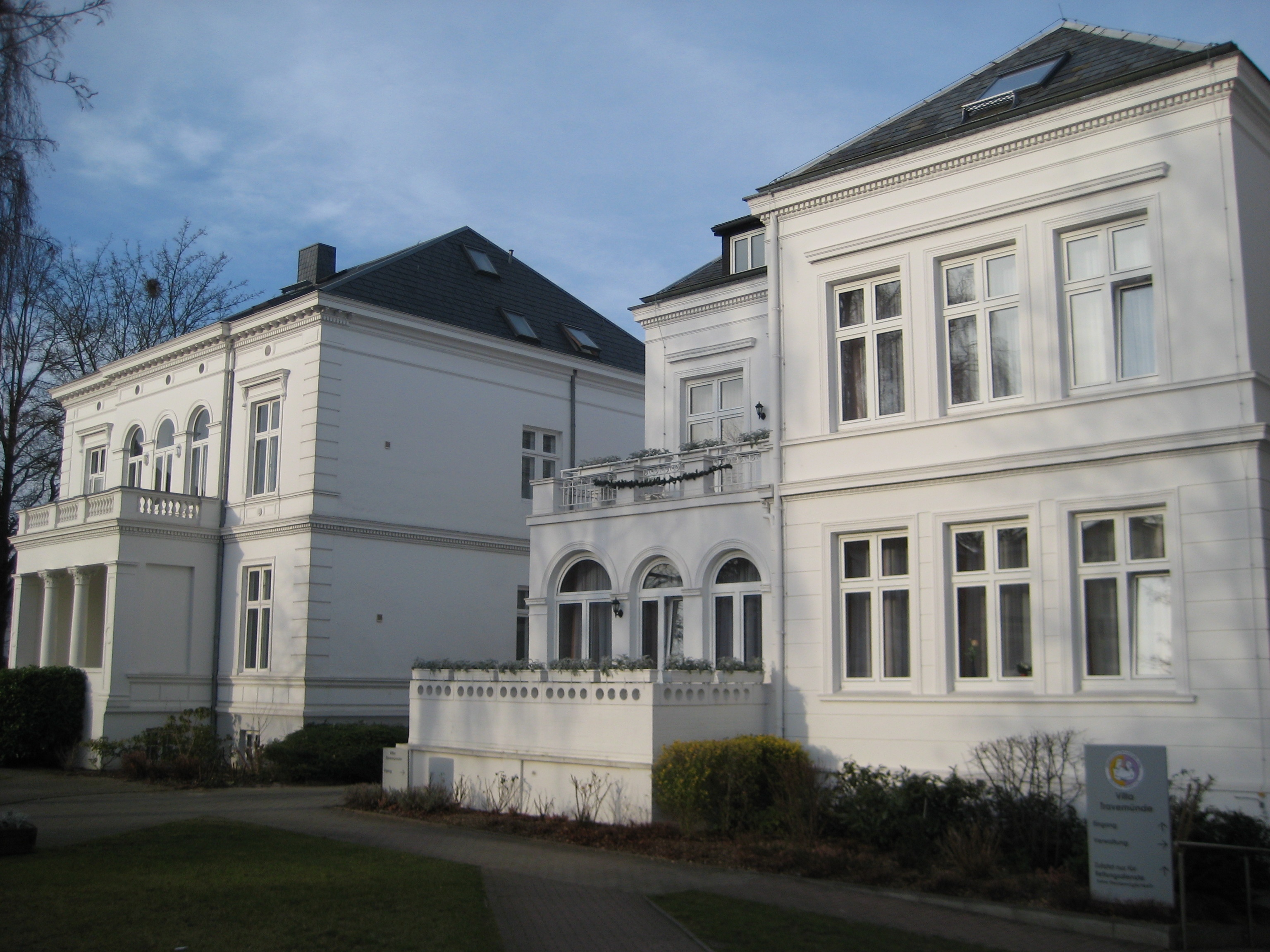
Villen in der Travemünder Allee

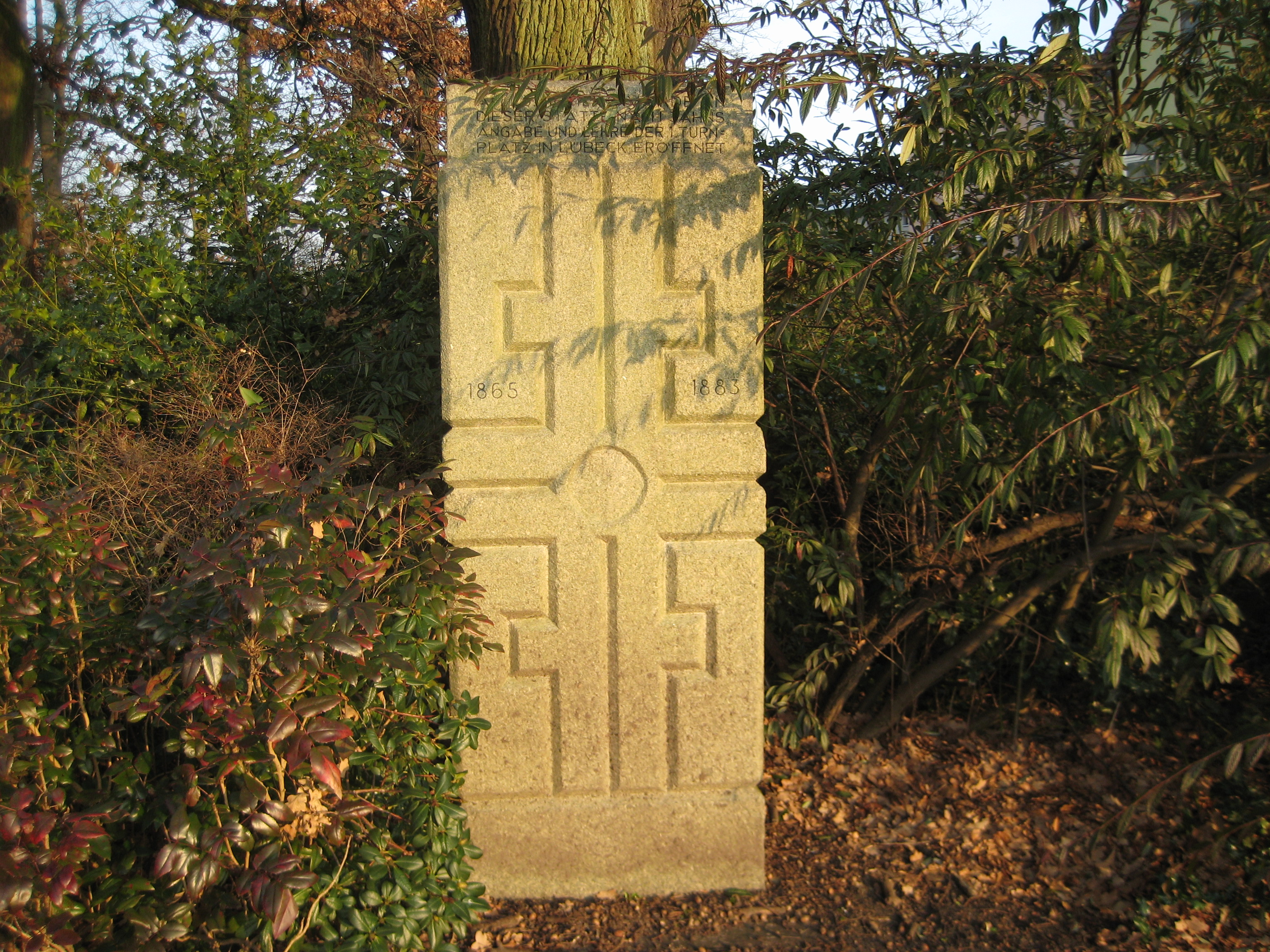
Jahnstein

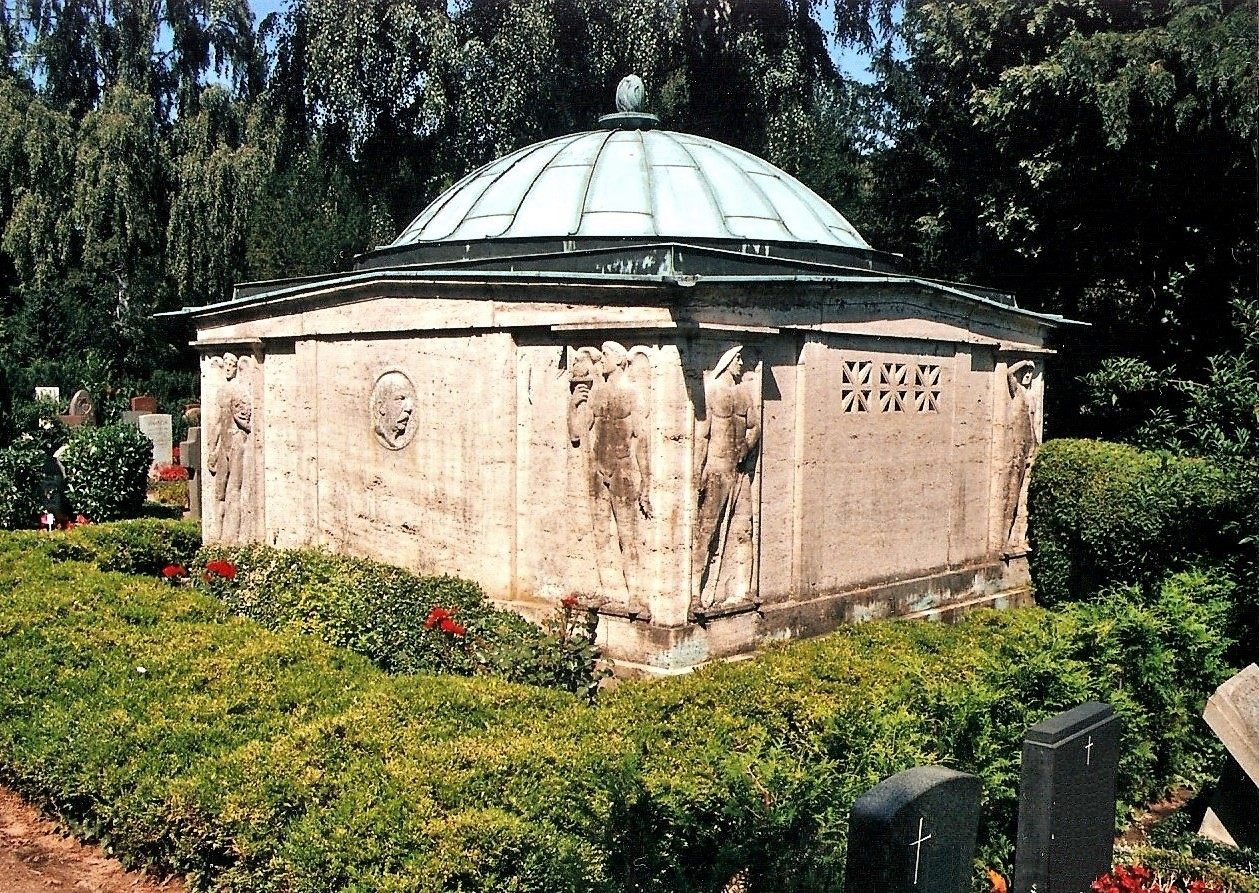
Mausoleum von Emil Possehl auf dem Burgtorfriedhof

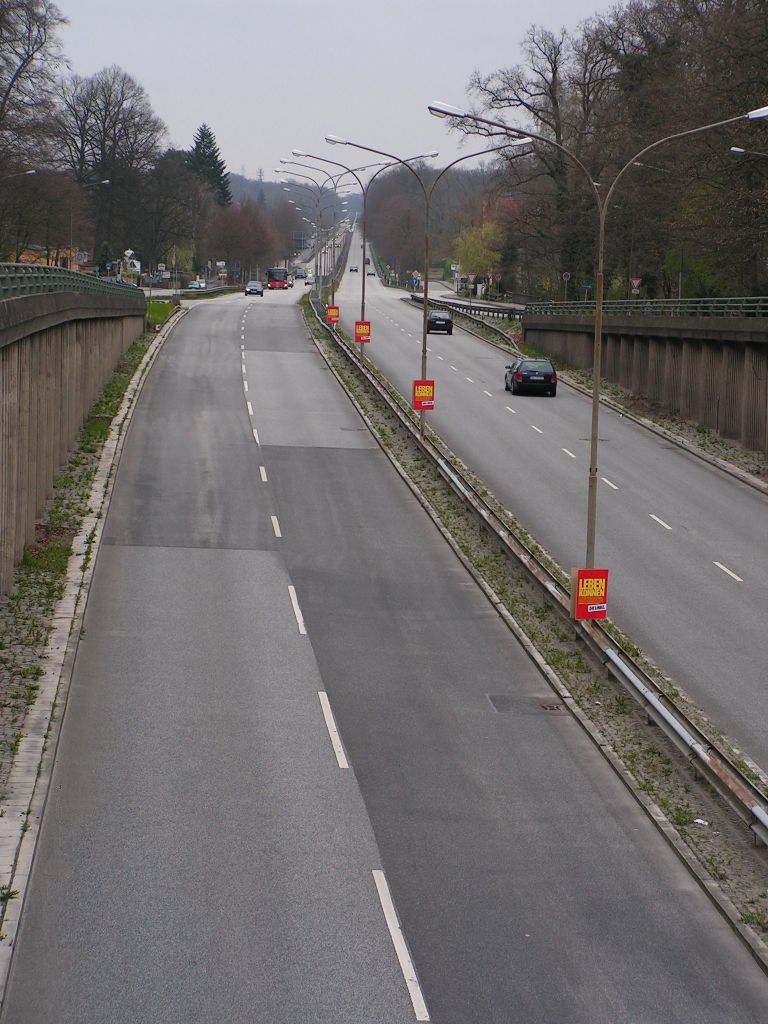
Travemünder Allee/Blick vom Sandberg Richtung Norden

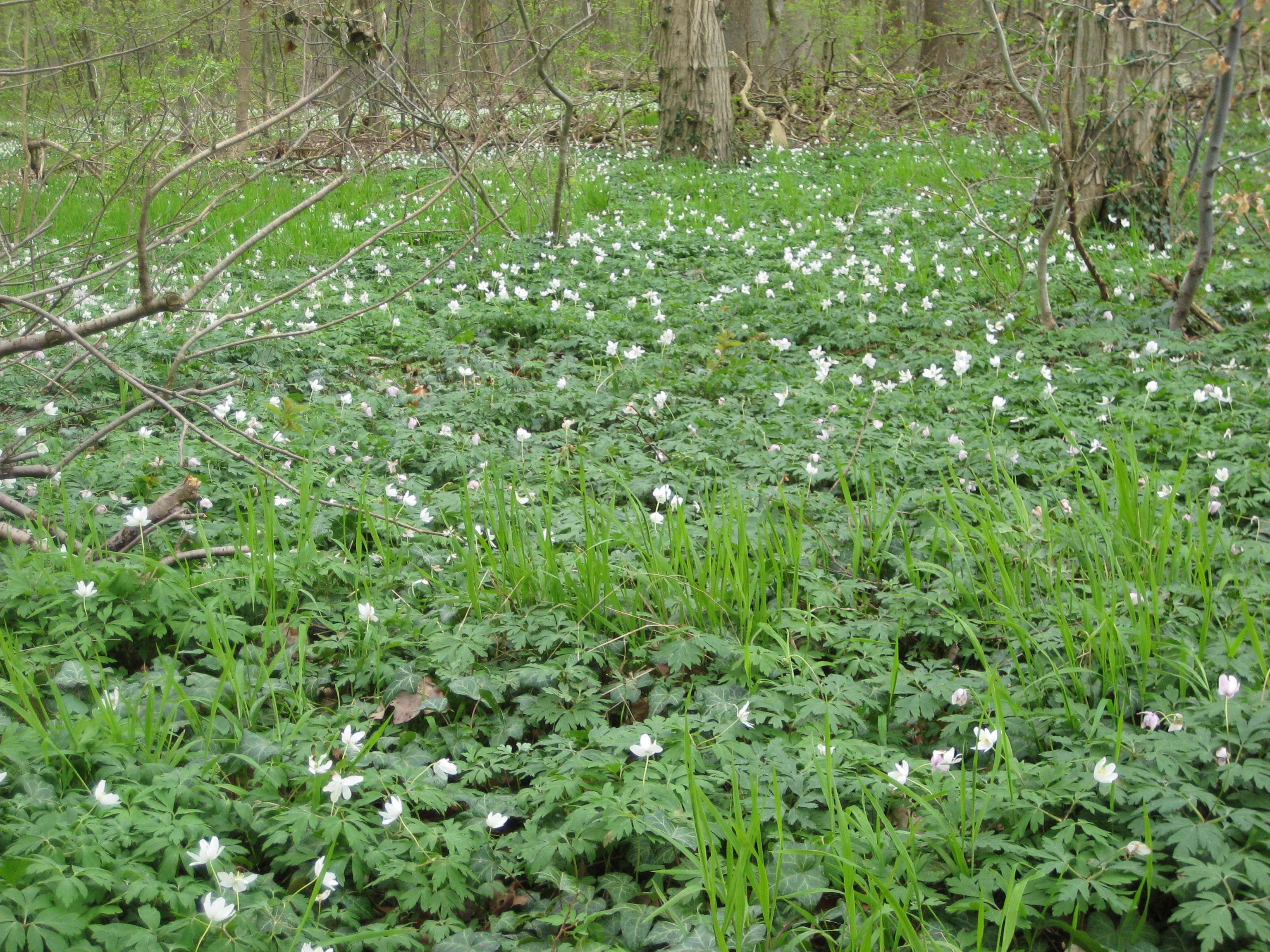
Frühblühende Buschwindröschen im Lauerholz im April

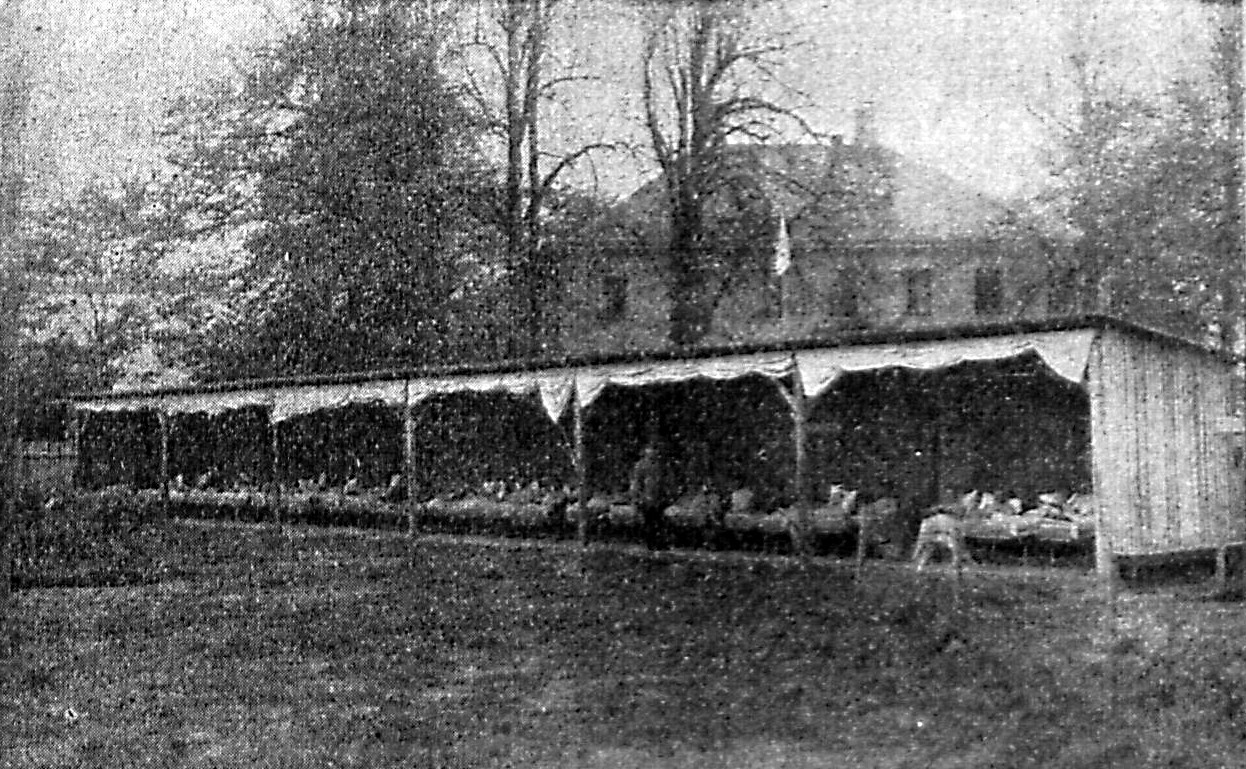
Liegehalle des Lazaretts

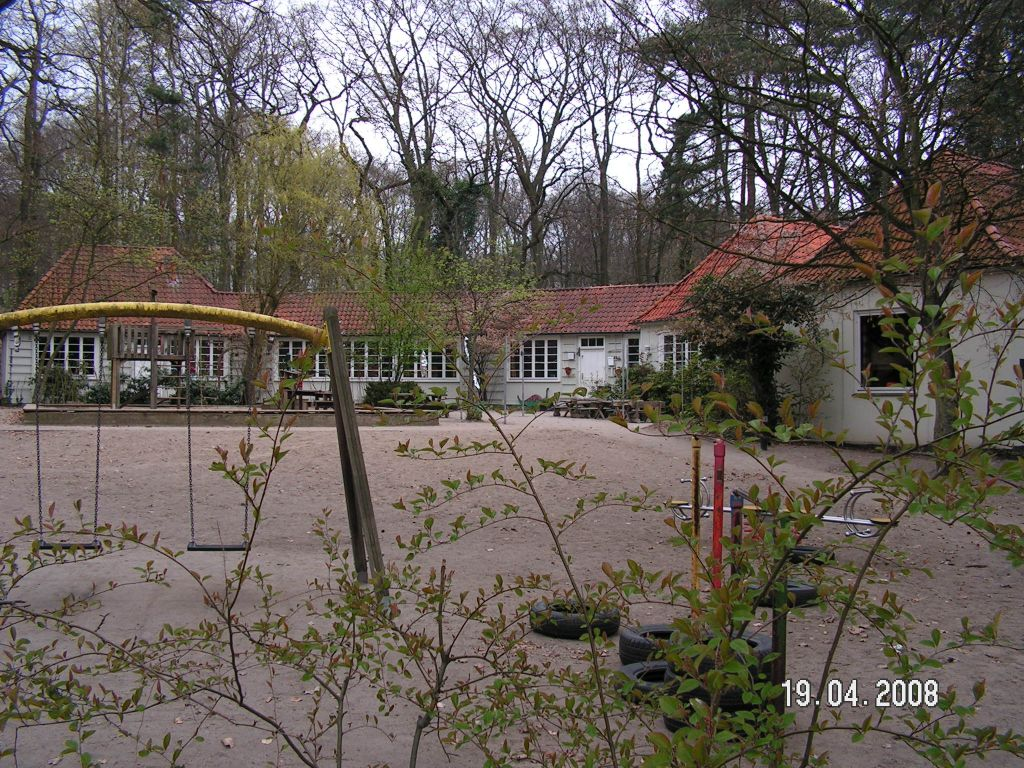
Waldkindergarten an der Travemünder Allee

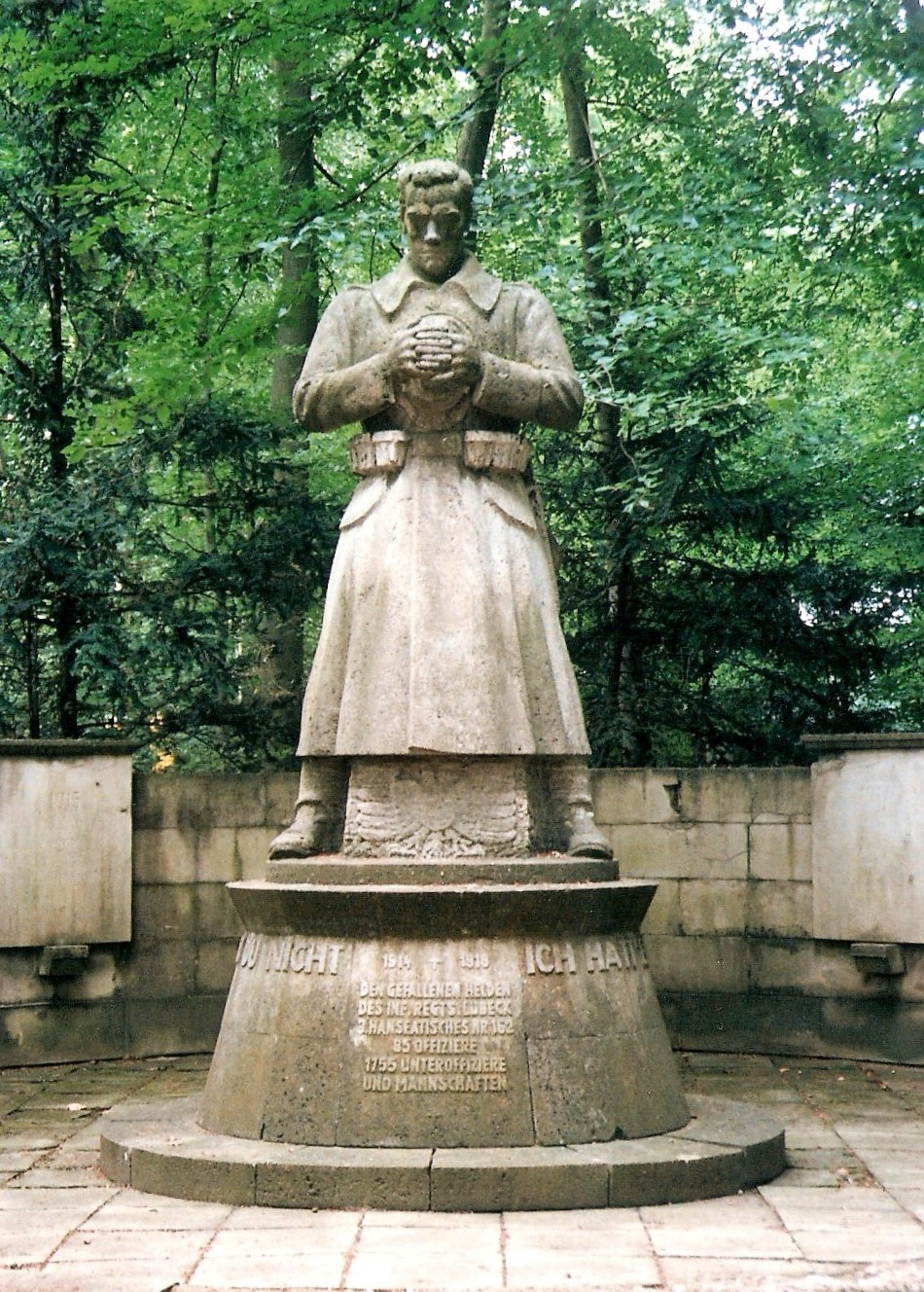
Ehrenmal Helm ab zum Gebet auf dem 1915 eingeweihten Ehrenfriedhof

Die Travemünder Allee (früher: Israelsdorfer Allee) ist eine Straße im Stadtteil St. Gertrud der Hansestadt Lübeck.

## Benennung
Ursprünglich hieß die Straße seit ihrer erstmaligen Benennung 1869 Israelsdorfer Allee, nach Gut und Dorf Israelsdorf, das seinen Namen auf die mittelalterliche Bezeichnung Yrsahelestorp (ahd. yrsa: irren, verirren) zurückführt. Israelsdorf war ein beliebtes Lübecker Naherholungsgebiet. Es hatte nichts mit dem Volk oder dem späteren Staat Israel zu tun. In der Zeit des Nationalsozialismus wurde Israelsdorf in Walddorf umbenannt und die Israelsdorfer Allee, da das beliebte Naherholungsgebiet mit der Überbrückung der Trave nach Travemünde abwanderte, 1936 in Travemünder Allee. Während Israelsdorf nach 1945 wieder seinen alten Namen zurückbekam, behielt die Travemünder Allee aufgrund des Naherholungsgebietswechsels als einzige Straße Lübecks ihren Namen aus nationalsozialistischer Zeit.

## Verlauf
Die Travemünder Allee liegt außerhalb der Altstadtinsel und führt vom Burgfeld in Richtung Nordosten. Sie stellt damit eine Verlängerung der Großen Burgstraße dar, die zum Burgtor führt. Vom Sandberg bis zum Übergang in die Travemünder Landstraße in Höhe des Lauerholzes bildet sie einen Abschnitt der zum Herrentunnel führenden Bundesstraße 75 in Richtung Travemünde. 
In Lübeck teilte die Umgehungsstraße in Kücknitz die alte Travemünder Allee, auf der sie teilweise liegt, in zwei verbleibende Teile. Der nicht zur B75 gehörende in Richtung Trave führende Teil wurde in Solmitzstraße umbenannt. Das Lauerholz liegt auf der Ostseite der Bundesstraße.

## Geschichte
Die Anpflanzung dieser Linden-Allee geht auf ein Senatsdekret vom 3. November 1758 zurück, mit welchem der damalige Baufhofsherr Senator Arnold Gottfried Benser (1700–1760) auf eine entsprechende Vorlage hin die Freigabe für den Beginn der Anpflanzung erhielt. Es handelte sich um die dritte Anpflanzung dieser Art nach der Lachswehrallee und der zum Retteich hinaus führenden Allee vor dem Holstentor. Bereits 1766 erging dann eine erste Vorschrift des Senats zum Schutz der Lübecker Alleen.
Thomas Mann beschrieb im ersten Teil seines Romans Buddenbrooks Tony Buddenbrooks Fahrt nach Travemünde, als diese vor der Entscheidung, den ungeliebten Bendix Grünlich heiraten zu sollen, zunächst zurückwich und sich vor seinem Drängen nach Travemünde flüchtete:

„So packte sie eilig und vergnügt ihren Koffer, und dann, an einem der letzten Junitage, stieg sie mit Tom, der sie begleiten sollte, in die majestätische Kröger’sche Equipage, sagte in bester Laune Adieu und fuhr aufatmend zum Burgtor hinaus. Nach Travemünde geht es immer geradeaus, mit der Fähre übers Wasser und dann wieder geradeaus; der Weg war beiden wohlbekannt.“

Tony Buddenbrook nahm den Weg über die spätere Travemünder Allee zu einem Zeitpunkt, als die Stadt Lübeck gerade begonnen hatte, die Landstraßen auf ihrem Terrain zu befestigen.
Bebaut wurde die Travemünder Allee seit der ersten Hälfte des 19. Jahrhunderts. Hier entstanden wie in anderen Gebieten außerhalb der dicht bevölkerten Altstadt Sommerhäuser, in denen wohlhabende Lübecker die warme Jahreszeit verbrachten.
Bereits 1817 wurde der Jahnplatz, der erste Sportplatz Lübecks, angelegt. An ihn erinnert ein Gedenkstein, der sich auf dem Grundstück von Staatsanwaltschaft und Grundbuchamt befindet. Der Stein aus sächsischem Granit eines unbekannten Steinmetzen von 1936 hat die Inschrift „Am 23. April 1817 wurde an dieser Stätte nach Jahns Angabe und Lehre der 1. Turnplatz in Lübeck errichtet“. Die Jahreszahlen 1865 und 1883 weisen auf zwei Turnerfeste hin, die in Lübeck veranstaltet wurden. 1870/1871 wurden auf dem Grundstück, das an die Jahnstraße grenzt, acht Stieleichen zum Gedächtnis an Friedrich Ludwig Jahn gepflanzt. 
Mit Gasbeleuchtung versorgt wurden alle Straßen der 1877 offiziell eingerichteten Vorstadt St. Gertrud ab 1878.
An der Travemünder Allee entstanden repräsentative Villen, vornehmlich auf der östlichen, zum Stadtpark hin gelegenen Seite. Er ist über den baumbestandenen Republikplatz (1933 bis 2019: Hindenburgplatz)  zu erreichen. Die Straße wurde aufwendig gestaltet, im Bereich in Nähe des Burgfeldes vierreihig bepflanzt. Über die Travemünder Allee fuhr bis 1959 eine Strecke der Lübecker Straßenbahn. Die Straße wurde 1960 vierspurig ausgebaut; in Höhe des Sandbergs wurde eine Unterführung gebaut. Für den Ausbau wurden Alleebäume gefällt und die Vorgärten verkleinert.
In unmittelbarer Nähe der Travemünder Allee befindet sich das nur durch Baumreihen und einen Grünstreifen von der Travemünder Allee getrennte Lübecker Gerichtshaus an der kurzen parallel verlaufenden Straße Am Burgfeld. Zu Beginn des Ersten Weltkriegs errichtete die Kriegsintendantur des IX. Armee-Korps aus Altona auf dem Burgfeld das größte Militärkrankenhaus des Krieges. Das sogenannte Barackenlazarett erstreckte sich von dem besagten Feld die Israelsdorfer Allee hinauf bis zur Adolfstraße. So befand sich beispielsweise die Liegehalle der Lungenheilstation des Lazaretts in Höhe der Villa Eschenburg.
Auf der nordwestlichen Seite der Allee liegt der Burgtorfriedhof, auf dem bekannte Lübecker und ihre Familien ihre Grabstätten haben, darunter Emil Possehl, die Familie Mann, die Eschenburgs oder die Overbecks. Außerdem finden sich dort die Gräber von Ida Boy-Ed und Günther Lüders und seiner Familie. Jenseits der Straße Sandberg liegt der Ehrenfriedhof, südlich der Straße der von Lübecks Ehrenbürger Rodolfo Groth gestiftete Kindergarten auf großem Naturgrundstück.
An der Travemünder Allee liegt der Volksfestplatz. Er war Veranstaltungsort für die Volks- und Erinnerungsfeste, für Messen und Zirkusgastspiele und diente als Park+Ride-Platz während größerer Veranstaltungen in der Stadt, etwa während der Weihnachtsmärkte.
Inzwischen wird der Platz für eine Wohnbebauung vorbereitet. An die Travemünder Allee grenzt außerdem ein Kleingartengelände.